# 珠光 (大内義隆の娘)
珠光（じゅこう、天文6年（1537年） - 天文20年9月1日（1551年9月30日））は、室町時代後期から戦国時代にかけての女性。周防の戦国大名・大内義隆の娘。生母は不詳。年齢的に大内義尊と大内義教・大内義胤の姉にあたる。
天文20年（1551年）の大寧寺の変の際、父の義隆や乳母の操、下女の小倉と共に大寧寺で自殺した。享年15。法名は幻了院電影珠光信女（『大寧寺過去帳』）。